# ريتشل جيمس
ريتشل جيمس (بالإنجليزية: Rachel James) هي دراجة بريطانية، ولدت في 1988 في أبرغافني ‏ في المملكة المتحدة.

## روابط خارجية
- ريتشل جيمس على موقع الاتحاد الدولي للدراجات (الإنجليزية)
- ريتشل جيمس على موقع أرشيف الدراجات (الإنجليزية)
- ريتشل جيمس على موقع نسبة الدراجات (الإنجليزية)
- ريتشل جيمس على موقع اتحاد ألعاب الكومنولث (مؤرشف) (الإنجليزية)